# 第119次IOC総会

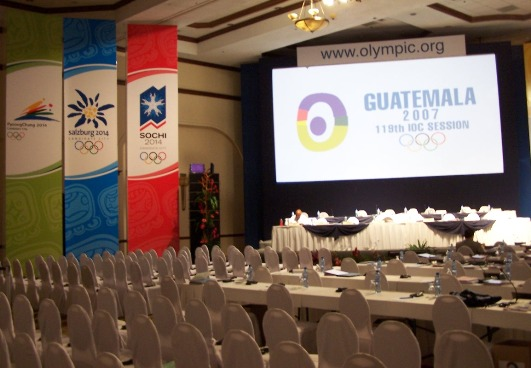
総会が行われたグアテマラシティの会議場。

第119次IOC総会は、2007年7月にグアテマラの首都グアテマラシティで開催された国際オリンピック委員会総会である。
この総会では、2014年冬季オリンピックの開催地を決める投票などが行われた。

## 総会開催地決定まで
総会の開催地にはグアテマラのグアテマラシティ、南アフリカのダーバン、デンマークのコペンハーゲンが立候補していた。
- - グアテマラシティ
- - ダーバン
- - コペンハーゲン

2004年8月にアテネで行われた第116次IOC総会において、57票を獲得したグアテマラシティが開催地に選ばれた。

## 2014年冬季五輪開催地決定投票
2014年に行われる第21回冬季オリンピックの開催地を決める投票が行われた。
立候補していたのは、ロシアのソチ、韓国の平昌、オーストリアのザルツブルクの3都市。
- - ソチ
- - 平昌
- - ザルツブルク

総会での最終プレゼンテーションには、ロシアからはウラジーミル・プーチン大統領が登壇して英語で演説を行い、韓国からはノ・ムヒョン大統領が登壇して演説を行うなど、後にこの総会から、オリンピック招致には国家元首クラスの人物によって招致を推し進めることが必要不可欠となった。
事実、2016年夏季オリンピック開催地に選ばれたリオデジャネイロの招致演説にはブラジルのルイス・イナシオ・ルーラ・ダ・シルヴァ大統領が登壇し、2018年冬季オリンピック開催地に選ばれた平昌の招致演説には韓国の李明博大統領が登壇している。
最終プレゼンテーションの後IOC委員によって投票が行われ、ソチが開催地に選ばれた。
前回2010年大会に立候補してバンクーバーとの接戦で敗れていた平昌が1回目の投票でトップに立ったものの、ソチとの決選投票で逆転され、敗れた。
投票結果は以下の通り。
| 都市         | 国           | 1回目 | 2回目 |
| ------------ | ------------ | ----- | ----- |
| ソチ         | ロシア       | 34    | 51    |
| 平昌         | 韓国         | 36    | 47    |
| ザルツブルク | オーストリア | 25    | -     |

## ユースオリンピックの創設
総会において、ジャック・ロゲ会長が青少年にもオリンピックを体験させようと提案し、IOC委員もこれを了承してユースオリンピックが創設された。
ユースオリンピックは14歳～18歳までの青少年が参加する大会で、オリンピックと同じく夏季大会と冬季大会がそれぞれ4年に1度開かれる。
ユースオリンピックの目玉は、競技だけでな
く選手同士の文化交流やオリンピック選手による講演会、反ドーピング教育などといった文化・教育プログラムも同時に行われる。
第1回夏季大会が2010年にシンガポールで開催され、第1回冬季大会は2012年にオーストリアのインスブルックで開催された。